# CenterIM
CenterIM is een instant messenger met een command-line-interface. Het is een fork van Centericq gepatcht met veiligheidsupdates en andere updates.
CenterIM maakt gebruik van de pseudografische (tekstuele) bibliotheek Ncurses. Het programma is vertaald in 15 talen.

## Functies
CenterIM bevat geen Unicode-ondersteuning, maar er is wel ondersteuning voor Hebreeuwse en Arabische tekens. UTF-8-ondersteuning staat gepland voor CenterIM 5.0.
Er is ondersteuning voor XMPP (Gmail), ICQ, IRC en RSS-feeds. Ook is het mogelijk om geluiden en urls vanuit CenterIM te openen met externe programma's.
CenterIM kan op afstand worden bestuurd via SSH en Telnet. Er is een ingebouwde client voor LiveJournal.